# Teatro Real de Salónica
El Teatro Real de Salónica (en griego: Βασιλικό Θέατρο Θεσσαλονίκης) es la sede del Teatro Estatal del Norte de Grecia, así como uno de los escenarios teatrales de invierno de la institución. Está situado en el número 2 de la avenida 30 de Octubre y tiene un aforo de 683 localidades.

## Historia

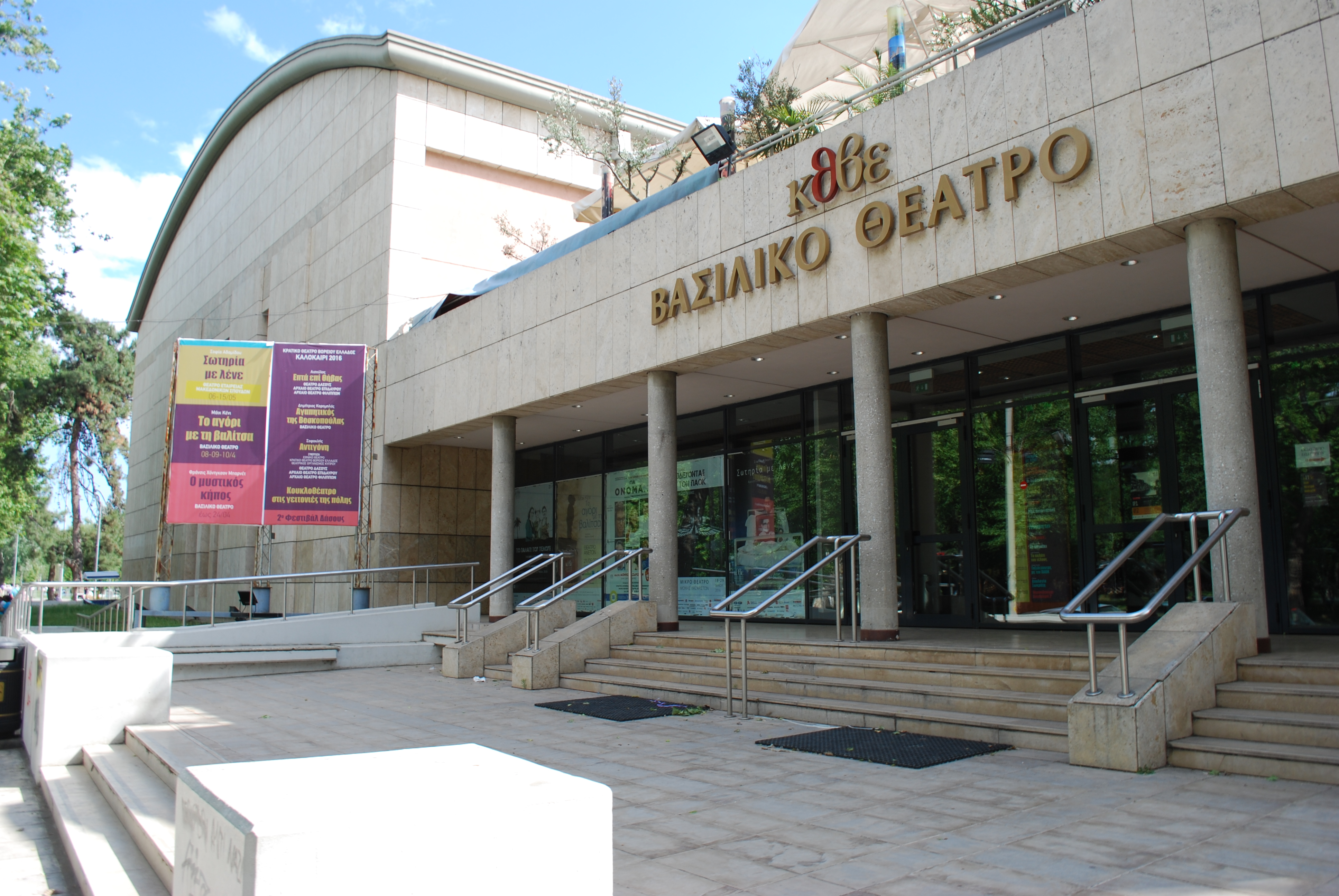
Vista del exterior del teatro.

Construido en 1940 por el arquitecto y urbanista Konstantínos Doxiádis, inicialmente se pensó como escenario de verano para el Teatro Nacional en la ciudad de Salónica, pero pronto se decidió convertirlo en escenario de invierno.
En julio de 1940, el teatro se inauguró con una representación de la obra Ricardo III, de William Shakespeare, protagonizada por Aléxis Minotís. Durante el periodo de ocupación, acogió inicialmente diversos actos culturales organizados por las autoridades alemanas y después, a partir de 1943, se convirtió en la sede del Teatro Estatal de Salónica.
  

Durante un breve periodo, entre 1961 y 1962, se convirtió en la primera sede del Teatro Estatal del Norte de Grecia, que más tarde se trasladó al teatro de la Sociedad de Estudios Macedonios, ya que el Teatro Real se consideró inadecuado debido a los daños sufridos. En los años siguientes, se utilizó como local de ensayo y almacén de material, y se fue abandonando paulatinamente. En 1986, con motivo de la segunda Bienal de Jóvenes Artistas de los Países Europeos Mediterráneos, se llevaron a cabo obras de conservación y, posteriormente, el edificio se convirtió en uno de los escenarios del Teatro Estatal del Norte de Grecia. En 1996, se inició la construcción de un nuevo edificio, inaugurado en 2000.

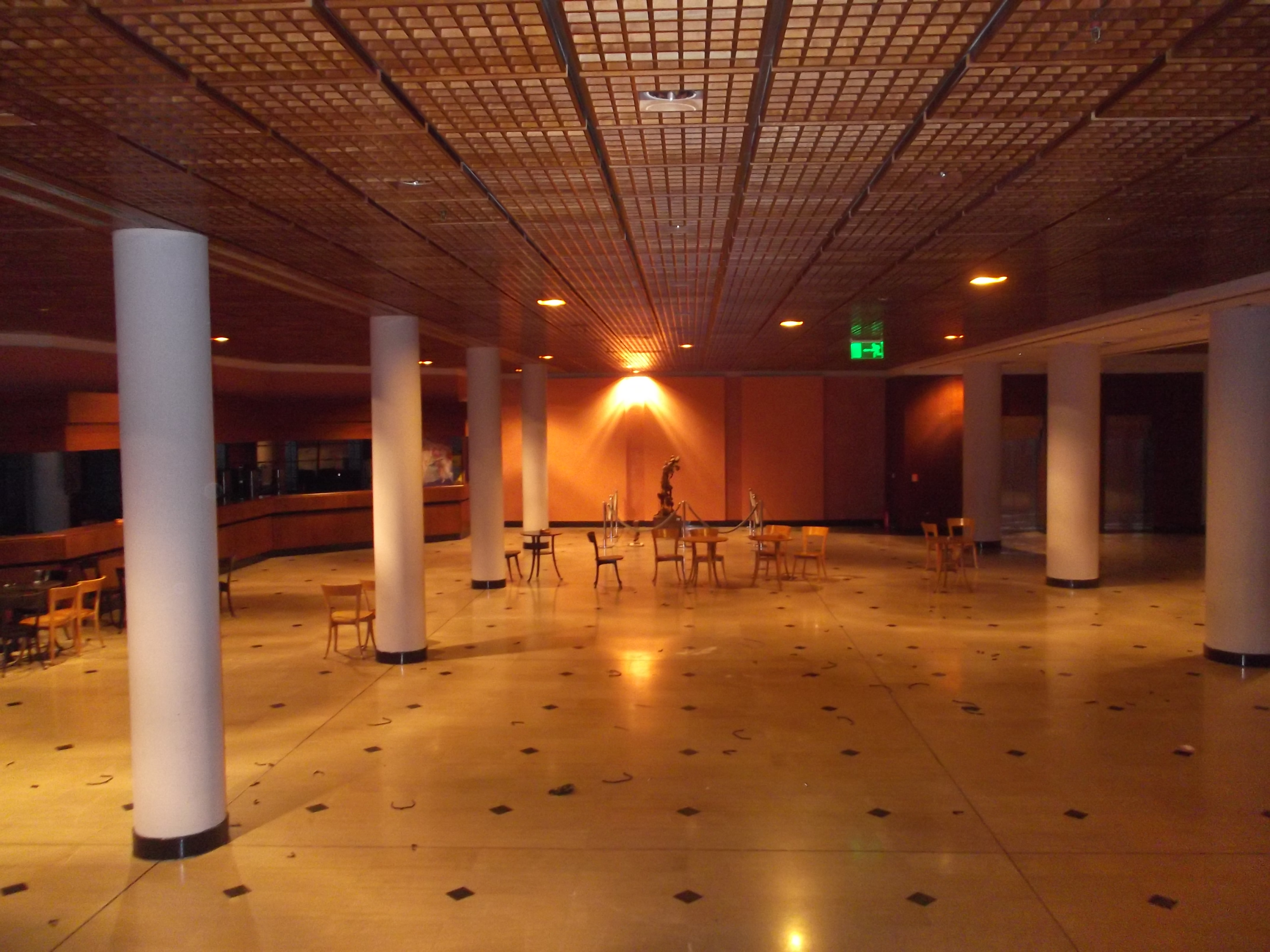
Vista del interior del teatro.

Este nuevo edificio es la sede permanente del Teatro Real, con un escenario polivalente (apto para espectáculos, conciertos, cine, etc.), un hall de recepción, un vestíbulo, así como varias salas utilizadas para diferentes actos como exposiciones, conferencias, cursos, etc.